# クロステレビ
株式会社クロステレビは、東京都新宿区に本社を置く番組制作、機材リース、人材の派遣などを行う企業。

## 概要
- 沿革: 1973年（昭和48年）3月設立
- 資本金: 6000万円
- 本社所在地: 東京都新宿区早稲田南町56番地2
  - 事業所: 主拠点10ヶ所 (札幌、仙台、東京、長野、静岡、大阪、岡山、高松、広島、福岡)
  - 業務請負・派遣先
    - 株式会社宮城テレビ放送 - ディレクター、カメラマン、送出技術、制作技術、放送準備
    - 株式会社仙台放送 - 送出技術、報道記者、報道デスク、カメラマン
    - 東北放送株式会社 - 送出技術、タイトル美術、報道記者、カメラマン
    - 山形放送株式会社 - 送出技術
    - 東京メトロポリタンテレビジョン株式会社 - 送出技術、放送準備、編成
    - 日本BS放送株式会社  - 送出技術、放送準備、編成
    - スカパーJSAT株式会社 - 送出技術、放送準備
    - 株式会社スカパー・ブロードキャスティング - 制作
    - ソフトバンクテレコム株式会社 - 回線技術
    - 株式会社テレビ信州 - 送出技術、放送準備、タイトル美術
    - 株式会社毎日放送 - 送出技術
    - 株式会社瀬戸内海放送 - 送出技術、制作技術
    - RSK山陽放送株式会社 - 送出技術
    - 株式会社広島ホームテレビ - 送出技術、制作技術
    - 株式会社中国放送 - 送出技術、制作技術、放送準備
    - 株式会社あいテレビ - 送出技術、放送準備
    - 広島テレビ放送株式会社 - 送出技術
    - 山口放送株式会社 - 送出技術、放送準備
    - 株式会社テレビ西日本 - 送出技術

  - 関連会社
    - 株式会社クロステレビビジョン
    - 株式会社クロスビジョン
    - 株式会社中国メディア

※2006年10月に株式会社旧クロステレビ東日本と株式会社クロステレビビジョンが合併
※2007年1月に株式会社旧クロステレビ西日本と株式会社クロステレビビジョンが合併

## 中継車
クロステレビビジョン
- 大型HD中継車
  - 501号車(2003年新造)
  - 502号車(2003年新造)
  - 503号車(一時広島ホームテレビで専用的に使われ、同社のラッピングデザインで使用・SD205号車→HD化改修)
  - 505号車(2006年新造)
  - 506号車(2006年新造)
  - 名称未定（2019年新造）

- 小型HD中継車
  - 201号車(2006年SD→HD化改修)
  - 202号車